# 石井哲士朗
石井 哲士朗（いしい てつしろう、1948年7月 - 2022年10月）は、日本の言語学者。東京外国語大学名誉教授。専門は、ポーランド語学、ロシア語学。

## 学歴
- 1971年3月 上智大学外国語学部ロシア語学科卒業
- 1973年3月 東京外国語大学外国語学部ロシヤ語学科卒業
- 1975年3月 東京外国語大学大学院外国語学研究科スラブ系言語専攻修士課程修了
- 1976年-1978年 ワルシャワ大学ポーランド語ポーランド文学科にて研修（ポーランド政府給費奨学生）

## 職歴
- 1979年4月 東京外国語大学外国語学部 非常勤講師
- 1987年6月 信州大学教養部 講師
- 1989年4月 同 助教授
- 1991年4月 東京外国語大学外国語学部 助教授
- 1999年4月 同 教授
- 2009年4月 東京外国語大学総合国際学研究院（言語文化部門・言語研究系）教授（大学院重点化により所属変更）
- 2013年3月 同 定年退職
- 2013年4月 東京外国語大学世界言語社会教育センター（言語教育支援部門）特任教授・東京外国語大学名誉教授
- 2014年3月 東京外国語大学特任教授 退任

## 著書
- 『エクスプレス ポーランド語』白水社、1987年
- 『CDエクスプレス　ポーランド語』白水社、2003年
- 『明解ポーランド語文法』白水社、2015年

## 共著
- 『白水社ポーランド語辞典』木村彰一ほか共編　白水社、1981年
- 『微笑んでポーランド語』第1-2部　ボジェナ・シェラツカ=バジュル共著　東京外国語大学生活協同組合出版部 2006
- 『ニューエクスプレスポーランド語』三井レナータ共著　白水社　2008

## 翻訳
- A・コンドラートフ『文字学の現在』磯谷孝共訳　勁草書房　1979
- アンナ・ヴェジビツカ『アンナ先生の言語学入門』小原雅俊,阿部優子共訳　東京外国語大学出版会 2011